# Rutger II van Kleef

Rutger II (10?? - 1075) was graaf van Kleef van 1050 tot 1075.
Met een onbekend gebleven vrouw kreeg hij minstens twee kinderen.
- Zoon Diederik die hem opvolgde als Diederik II
- Dochter Adelheid, die huwde met graaf Adolf I van Berg

## Het gebied van het graafschap Kleef
Na de nederlaag van de paltsgraven tegen aartsbisschop Anno II van Keulen werd Rutger tussen 1060 en 1070 paltsgraaf van de Tomburg. Bovendien werd hij landvoogd van het Keulse Mariengradenstiftes dat op het grondgebied van de aartsbisschop lag. Dit wijst op nauwe betrekkingen tussen het graafschap Kleef en de aartsbisschop van Keulen